# Єгипетський метод множення
В математиці, давньоєгипетське множення (також відоме як єгипетське множення, ефіопське множення, російське множення або селянське множення)  — один з двох методів множення, що використовувалися писарями, полягає в систематичному підході до множення двох чисел. Алгоритм не вимагає таблиці множення, тільки можливість множити, ділити на 2, і додавати. Метод використовує розкладання одного із співмножників (зазвичай більшого) в суму степенів двійки та створює таблицю подвоєнь другого множника. Давньоєгипетське множення досі використовується в деяких галузях.
Інша єгипетська техніка множення і ділення була відома з ієратичного письма і математичного папірусу Рінда написаного в сімнадцятому столітті до н. е. писарем Ахмесом.
Хоча в стародавньому Єгипті поняття основи 2 не існує, алгоритм, по суті, той же, що і алгоритм довгого множення. Тому метод як інтерпретація перетворення в двійковий формат, як і раніше широко використовується сьогодні, і реалізується як бінарний мультиплікатор в сучасних комп'ютерних процесорах.

## Давньоєгипетське множення

### Розклад числа
Стародавні єгиптяни складали таблиці розкладу великого числа за степенями двійки, а не перераховували їх кожного разу. Розкладання числа, таким чином, полягає у знаходженні степенів двійки, що утворюють його. Єгиптяни знали емпірично, що отриманий степінь двійки з'являтиметься у даному числі тільки один раз. Розкладаючи, вони продовжували процес методично: спочатку знаходили найбільший степінь двійки, що є меншим або дорівнює числу про яке йдеться, далі віднімали це число і повторювали процес, поки не залишиться нічого. (Єгиптяни не використовували у математиці числа нуль.)
Для того, щоб знайти найбільший степінь 2, потрібно подвоювати свою відповідь, починаючи з 1, наприклад:
| 1 × 2 =  | 2  |
| 2 × 2 =  | 4  |
| 4 × 2 =  | 8  |
| 8 × 2 =  | 16 |
| 16 × 2 = | 32 |
Приклад розкладу числа 25:
| Найбільший степінь двійки, що є меншим чи дорівнює 25 | це 16: | 25 — 16 | = 9 |
| Найбільший степінь двійки, що є меншим чи дорівнює 9  | це 8:  | 9 — 8   | = 1 |
| Найбільший степінь двійки, що є меншим чи дорівнює 1  | це 1:  | 1 — 1   | = 0 |
| 25 таким чином є сумою степенів двійки: 16, 8 та 1.   |        |         |     |

### Створення таблиці
Після розкладу першого множника необхідно побудувати таблицю степенів подвоєння другого множника (як правило, меншого) від одиниці до найбільшого степеня двійки, знайденого під час розкладу більшого числа. В таблиці кожен наступний рядок отримується шляхом множення попереднього рядка на два.
Наприклад, якщо найбільший степінь двійки, знайдений під час розкладу, це 16, а другий співмножник дорівнює 7, то таблиця створюється таким чином:
| 1  | 7   |
| 2  | 14  |
| 4  | 28  |
| 8  | 56  |
| 16 | 112 |

### Результат
Результат отримується шляхом додавання чисел з другої колонки для яких відповідний степінь двійки становить частину розкладу першого множника.
Головною перевагою цього методу є те, що він використовує лише додавання, віднімання та множення на два.

### Приклад
Нижче наведено приклад множення 238 на 13.
|   | 1   | 13   |  |  |  |  |  |
| ✓ | 2   | 26   |  |  |  |  |  |
| ✓ | 4   | 52   |  |  |  |  |  |
| ✓ | 8   | 104  |  |  |  |  |  |
|   | 16  | 208  |  |  |  |  |  |
| ✓ | 32  | 416  |  |  |  |  |  |
| ✓ | 64  | 832  |  |  |  |  |  |
| ✓ | 128 | 1664 |  |  |  |  |  |
|   |     |      |  |  |  |  |  |
|   | 238 | 3094 |  |  |  |  |  |

Оскільки 238 = 2 + 4 + 8 + 32 + 64 + 128, то отримаємо:
| 238 × 13 | = (128 + 64 + 32 + 8 + 4 + 2) × 13                        |
|          | = 128 × 13 + 64 × 13 + 32 × 13 + 8 × 13 + 4 × 13 + 2 × 13 |
|          | = 1664 + 832 + 416 + 104 + 52 + 26                        |
|          | = 3094                                                    |

## Російське селянське множення
В Російському селянському методі один з множників записують зліва і поступово скорочують вдвічі, відкидаючи залишки, допоки значення не стане 1 (або -1, в цьому випадку в кінцевому підсумку добуток є від'ємним), в той час як число у правій колонці подвоюється, як і раніше. Лінії з парними числами в лівій колоці вкреслюються, а числа, що залишилися зправа підсумовуються.
| Щоб помножити 238 на 13, менше з чисел (для того, щоб зменшити кількість кроків) 13 записують зліва, а більше — зправа. Ліве число поступово зменшується вдвічі (відкидаючи залишок), а праве число подвоюється до тих пір, поки зліва не утвориться 1: |      |                      |        |  |
| | 13   |                      | 238    |  |
| | 6    | (відкидаємо залишок) | 476    |  |
| | 3    |                      | 952    |  |
| | 1    | (відкидаємо залишок) | 1904   |  |
| Лінії з парними числами з лівої колонки викреслюються, а числа що залишились підсумовуються, даючи у відповіді 3094: |      |                      |        |  |
| | 13   |                      | 238    |  |
| | 6    |                      | 476    |  |
| | 3    |                      | 952    |  |
| | 1    |                      | + 1904 |  |
| |      |                      |        |  |
| |      |                      | 3094   |  |
| Алгоритм можна проілюстровати через двійкове представлення чисел: |      |                      |        |  |
| 1101 | (13) | 11101110             | (238)  |  |
| 110 | (6)  | 111011100            | (476)  |  |
| 1 | (3)  | 1110111000           | (952)  |  |
| 1 | (1)  | 11101110000          | (1904) |  |
| |      |                      |        |  |

|   |   |   |   |   | 1 | 1 | 1 | 0 | 1 | 1 | 1 | 0 | (238)  |
| × |   |   |   |   |   |   |   |   | 1 | 1 | 0 | 1 | (13)   |
|   |   |   |   |   |   |   |   |   |   |   |   |   |        |
|   |   |   |   |   | 1 | 1 | 1 | 0 | 1 | 1 | 1 | 0 | (238)  |
|   |   |   |   | 0 | 0 | 0 | 0 | 0 | 0 | 0 | 0 | 0 | (0)    |
|   |   |   | 1 | 1 | 1 | 0 | 1 | 1 | 1 | 0 | 0 | 0 | (952)  |
| + |   | 1 | 1 | 1 | 0 | 1 | 1 | 1 | 0 | 0 | 0 | 0 | (1904) |
|   |   |   |   |   |   |   |   |   |   |   |   |   |        |
|   | 1 | 1 | 0 | 0 | 0 | 0 | 0 | 1 | 0 | 1 | 1 | 0 | (3094) |

### Чому метод працює?
Давайте знайдемо як приклад 9*8:
| 9  | 8 |
| 18 | 4 |
| 36 | 2 |
| 72 | 1 |

Оскільки 72 єдине число, що залишилось в лівій колонці, нашою відповіддю є 72.
Зверніть увагу, що множенням на 2 чисел однієї колонки і діленням на 2 іншої, ми не вплинули на загальний результат:
| 9*8    | 8*9  |
| = 18*4 | 18*4 |
| = 36*2 | 36*2 |
| = 72*1 | 72*1 |

Ми перегрупували числа по-іншому, не змінюючи відповідь.
Якщо ми перемножимо 8*9, то маємо отримати той же результат. Але чи зможемо ми пояснити нашу відповідь таким чином?
| 8  | 9 |  |  |  |  |
| 16 | 4 |  |  |  |  |
| 32 | 2 |  |  |  |  |
| 64 | 1 |  |  |  |  |
|    |   |  |  |  |  |
| 72 |   |  |  |  |  |

Коли ми поділили 9 навпіл, ми відкинули залишок, тому що 9 є непарним числом. Оскільки ми «втратили» одиницю, добуток кожного рядка тепер є меншим. Знайдемо різницю між першим та другим рядком:
8*9 — 16*4 = 72 — 64 = 8
Ми можемо переписати різницю у вигляді суми:
| 8*9        |
| = 16*4 + 8 |

Оскільки наш добуток зменшився на 8, ми повинні додати 8 в кінці. Можемо розглядати додавання як поновлення 1 групи з 8, так як ми втратили це раніше. В іншому прикладі ми могли б відновлювати декілька різних груп чисел.
Як було зазначено, стародавні єгиптяни винайшли подібний метод множення тисячами років раніше, а сучасні комп'ютери все ще використовують такі методи.

## Дивитись також
- Математика в Стародавньому Єгипті
- Довга арифметика
- Двійкова система числення

### Інші ресурси
- Boyer, Carl B. (1968) A History of Mathematics. New York: John Wiley.
- Brown, Kevin S. (1995) The Akhmin Papyrus 1995 — Egyptian Unit Fractions.
- Bruckheimer, Maxim, and Y. Salomon (1977) "Some Comments on R. J. Gillings' Analysis of the 2/n Table in the Rhind Papyrus, " Historia Mathematica 4: 445-52.
- Bruins, Evert M. (1953) Fontes matheseos: hoofdpunten van het prae-Griekse en Griekse wiskundig denken. Leiden: E. J. Brill.
- ------- (1957) "Platon et la table égyptienne 2/n, " Janus 46: 253-63.
- Bruins, Evert M (1981) "Egyptian Arithmetic, " Janus 68: 33-52.
- ------- (1981) "Reducible and Trivial Decompositions Concerning Egyptian Arithmetics, " Janus 68: 281-97.
- Burton, David M. (2003) History of Mathematics: An Introduction. Boston Wm. C. Brown.
- Chace, Arnold Buffum, et al. (1927) The Rhind Mathematical Papyrus. Oberlin: Mathematical Association of America.
- Cooke, Roger (1997) The History of Mathematics. A Brief Course. New York, John Wiley & Sons.
- Couchoud, Sylvia. «Mathématiques égyptiennes». Recherches sur les connaissances mathématiques de l'Egypte pharaonique., Paris, Le Léopard d'Or, 1993.
- Daressy, Georges. «Akhmim Wood Tablets», Le Caire Imprimerie de l'Institut Francais d'Archeologie Orientale, 1901, 95–96.
- Eves, Howard (1961) An Introduction to the History of Mathematics. New York, Holt, Rinehard & Winston.
- Fowler, David H. (1999) The mathematics of Plato's Academy: a new reconstruction. Oxford Univ. Press.
- Gardiner, Alan H. (1957) Egyptian Grammar being an Introduction to the Study of Hieroglyphs. Oxford University Press.
- Gardner, Milo (2002) «The Egyptian Mathematical Leather Roll, Attested Short Term and Long Term» in History of the Mathematical Sciences, Ivor Grattan-Guinness, B.C. Yadav (eds), New Delhi, Hindustan Book Agency:119-34.
- -------- «Mathematical Roll of Egypt» in Encyclopaedia of the History of Science, Technology, and Medicine in Non-Western Cultures. Springer, Nov. 2005.
- Gillings, Richard J. (1962) "The Egyptian Mathematical Leather Roll, " Australian Journal of Science 24: 339-44. Reprinted in his (1972) Mathematics in the Time of the Pharaohs. MIT Press. Reprinted by Dover Publications, 1982.
- -------- (1974) «The Recto of the Rhind Mathematical Papyrus: How Did the Ancient Egyptian Scribe Prepare It?» Archive for History of Exact Sciences 12: 291-98.
- -------- (1979) "The Recto of the RMP and the EMLR, « Historia Mathematica, Toronto 6 (1979), 442—447.
- -------- (1981) „The Egyptian Mathematical Leather Role–Line 8. How Did the Scribe Do it?“ Historia Mathematica: 456-57.
- Glanville, S.R.K. „The Mathematical Leather Roll in the British Museum“ Journal of Egyptian Archaeology 13, London (1927): 232–8
- Griffith, Francis Llewelyn. The Petrie Papyri. Hieratic Papyri from Kahun and Gurob (Principally of the Middle Kingdom), Vols. 1, 2. Bernard Quaritch, London, 1898.
- Gunn, Battiscombe George. Review of The Rhind Mathematical Papyrus by T. E. Peet. The Journal of Egyptian Archaeology 12 London, (1926): 123—137.
- Hultsch, F, Die Elemente der Aegyptischen Theihungsrechmun 8, Ubersich uber die Lehre von den Zerlegangen, (1895):167-71.
- Imhausen, Annette. „Egyptian Mathematical Texts and their Contexts“, Science in Context 16, Cambridge (UK), (2003): 367—389.
- Joseph, George Gheverghese. The Crest of the Peacock/the non-European Roots of Mathematics, Princeton, Princeton University Press, 2000
- Klee, Victor, and Wagon, Stan. Old and New Unsolved Problems in Plane Geometry and Number Theory, Mathematical Association of America, 1991.
- Knorr, Wilbur R. „Techniques of Fractions in Ancient Egypt and Greece“. Historia Mathematica 9 Berlin, (1982): 133—171.
- Legon, John A.R. „A Kahun Mathematical Fragment“. Discussions in Egyptology, 24 Oxford, (1992).
- Lüneburg, H. (1993) „Zerlgung von Bruchen in Stammbruche“ Leonardi Pisani Liber Abbaci oder Lesevergnügen eines Mathematikers, Wissenschaftsverlag, Mannheim: 81=85.
- Neugebauer, Otto (1969) [1957]. The Exact Sciences in Antiquity (вид. 2). Dover Publications. ISBN 978-0-486-22332-2. Архів оригіналу за 4 березня 2021. Процитовано 20 березня 2016.
- Robins, Gay. and Charles Shute, The Rhind Mathematical Papyrus: an Ancient Egyptian Text» London, British Museum Press, 1987.
- Roero, C. S. «Egyptian mathematics» Companion Encyclopedia of the History and Philosophy of the Mathematical Sciences" I. Grattan-Guinness (ed), London, (1994): 30–45.
- Sarton, George. Introduction to the History of Science, Vol I, New York, Williams & Son, 1927
- Scott, A. and Hall, H.R., «Laboratory Notes: Egyptian Mathematical Leather Roll of the Seventeenth Century BC», British Museum Quarterly, Vol 2, London, (1927): 56.
- Sylvester, J. J. «On a Point in the Theory of Vulgar Fractions»: American Journal Of Mathematics, 3 Baltimore (1880): 332—335, 388—389.
- Vogel, Kurt. "Erweitert die Lederolle unserer Kenntniss ägyptischer Mathematik Archiv für Geschichte der Mathematik, V 2, Julius Schuster, Berlin (1929): 386—407
- van der Waerden, Bartel Leendert. Science Awakening, New York, 1963
- Hana Vymazalova, The Wooden Tablets from Cairo: The Use of the Grain Unit HK3T in Ancient Egypt, Archiv Orientalai, Charles U Prague, 2002.